# 衛視體育台 (印度電視頻道)

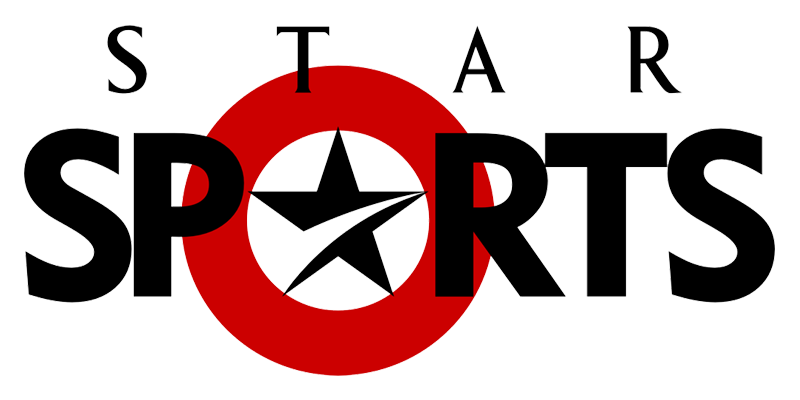
衛視體育台舊標誌

衛視體育台（STAR Sports） ，於1991年8月26日開播，專門播放體育節目。其创办者是星空传媒，现属于华特迪士尼公司。目前，衛視體育台於印度及大部分南亞國家和地區播出。
開播時與美國Prime Network合作，頻道英文名稱為Prime Sports。於1996年3月30日正式更名為STAR Sports。
2009年9月7日，衛視體育台更換新的標誌，新標誌的設計跟STAR World、STAR Movies相似。
2013年11月5日，衛視體育台印度頻道的旗下所有頻道再度更換標誌，並把旗下的ESPN印度頻道、STAR Cricket整合至衛視體育台之下的子頻道。

## 大事記
開播時期
- 1991年8月26日，衛星電視開播，衛視體育台（Prime Sports）為創始時五個頻道之一。早期的衛視體育台與美國Prime Network（英语：Prime Network）合作。[2]衛星電視許多年後更名為星空傳媒。

STAR時期
- 1996年3月30日，英文頻道名稱Prime Sports更名為STAR Sports。同一年，魯柏·梅鐸的新聞集團入主衛星電視。新聞集團當時為福斯娛樂集團的母公司。

ESPN STAR Sports時期
- 大約1997年左右，原為競爭者的亞洲ESPN開始與衛視合作。
- 2009年，星空傳媒分拆為三個公司：星空傳媒（印度）、星空傳媒（大中華）、福斯國際電視網。[3][4]分拆後各公司仍在新聞集團旗下。

Star Sports時期
- 2013年，ESPN退出亞洲。印度ESPN改列為STAR Sports系列頻道，中國大陸ESPN改列為衛視體育2台（STAR Sports 2），而亞洲其他地區原ESPN更名為FOX Sports。同一年，新聞集團分拆，21世紀福斯公司為舊新聞集團的後繼者。衛視體育台及母公司福斯娛樂集團歸為21世紀福斯公司旗下。
- 2017年5月28日，Star Sports對旗下頻道進行重整，除了停播Star Sports 3、Star Sports 4（HD/SD雙版本），並新增Star Sports Select 1和Star Sports Select 2的SD版本，以及Star Sports 1的印地語版本(HD/SD雙版本，由Star Sports 3改播而来)、坦米爾語版本（僅提供SD版本）。
- 2018年，Channel V印度频道停播。原Channel V印度频道随之改播为全新的Star Sports 3，成为Star Sports印度架构的一部分。

## 營運公司
- Novi Digital Entertainment Private Limited

Star India Private Limited的子公司。

## 頻道
- STAR Sports 1
- STAR Sports 2
- STAR Sports Select 1（取代STAR Sports HD4）
- STAR Sports Select 2
- STAR Sports 1 印地語（取代STAR Sports 3）
- STAR Sports 1 泰米爾語（取代STAR Sports 4）
- STAR Sports 1 HD
- STAR Sports 2 HD
- STAR Sports Select 1 HD
- STAR Sports Select 2 HD
- STAR Sports 1 印地語 HD（取代STAR Sports HD3）

南亞版本的所有頻道亦可在STAR設立的網路OTT平台Hotstar上收看。

## 頻道標誌變遷

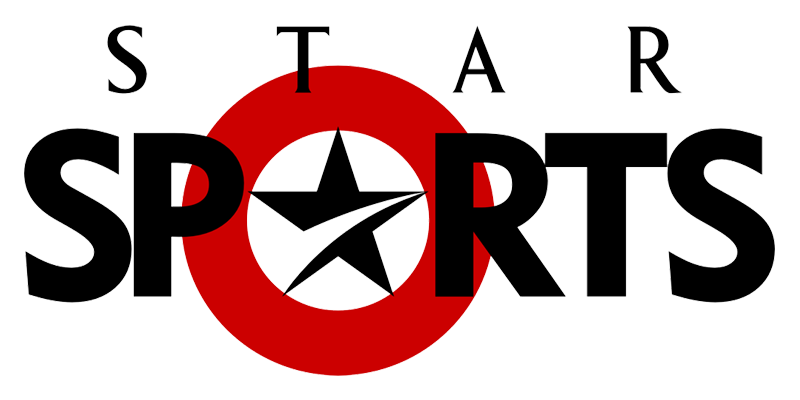
衛視體育台於2009年啟用的標誌。

## 資料來源
1. ↑  "衛視"體育頻道開播 三台冬季奧運節目飽受威脅，《民生報》，1991年8月27日第10版
2. 1 2  Rachel F.F. Lee. . Taiwan Journal. 1993-05-25  [2014-07-19]. （原始内容存档于2014-07-26）.
3. ↑  . FT中文網. 2009-08-19  [2014-07-19]. （原始内容存档于2020-10-27）.
4. ↑  . 香港蘋果日報. 2009-08-19  [2014-07-19]. （原始内容存档于2015-05-02）.

## 外部連結
- 衛視體育台 （页面存档备份，存于）（印度）